# Johnny Eduardo Pinnock
Johnny Eduardo Pinnock (Mabanza Congo, 19 de janeiro de 1946 — Bruxelas, 26 de fevereiro de 2000) foi um músico, advogado, diplomata e político angolano.
Foi o último Chefe do Conselho Presidencial do Governo de Transição do Estado de Angola em 1975 e Primeiro-Ministro Adjunto da República Popular Democrática de Angola, ao lado de José Ndele, de 23 de novembro de 1975 a 11 de fevereiro de 1976. Foi ainda ministro de Estado e importante diplomata para Angola.

## Biografia
Pinnock advém, matrilinearmente, de uma das linhas reais do antigo Reino do Congo. Nasceu em Mabanza Congo em 19 de janeiro de 1946, filho de João Eduardo Pinnock e Isabel Laidy. Formou-se em direito internacional pela Universidade de Argel.
Na juventude foi vocalista e compositor. Juntamente com Vicky Longomba e Bolombo Leon Bohlen formam a banda musical Orchestre Nègros Succès em 1961/1962, um marco no estilo musical rumba congolesa.
O seu pai foi um dos membros fundadores da Frente Nacional de Libertação de Angola (FNLA) e destacado nacionalista. Foi seu pai quem o incentivou a tomar parte na luta anticolonial. Seu primeiro cargo de relevo no partido foi dado em 1964, quando tornou-se chefe da diplomacia da FNLA.
Foi designado um dos principais oficiais do FNLA no Acordo do Alvor, ganhando indicação partidária para ser Chefe do Conselho Presidencial do Governo de Transição, um cargo rotativo equivalente ao de primeiro-ministro do então Estado de Angola. Logo depois serviu como Primeiro-Ministro Conjunto da República Popular Democrática de Angola. Com a derrota da FNLA já em 1976, parte para o exílio.
Pinnock regressou a Angola em 1984 graças a uma lei de anistia decretada pelo presidente José Eduardo dos Santos em 1983. Filia-se ao Movimento Popular de Libertação de Angola (MPLA) e entre 1985 e 1989 exerce o cargo de director-geral da Empresa de Serviços Petroliferos de Angola (ESPA) actualmente Sonangol Pesquisa e Produção.
Tornou-se membro do Comité Central e do Bureau Político do MPLA em 1989 e participou no primeiro governo pós-marxista de Angola em 1992 como Vice-Ministro das Relações Exteriores e Assessor Especial do Presidente para Assuntos Políticos.
Johnny Eduardo Pinnock integrou a delegação do MPLA nas negociações de paz de 1989 em Gebadolite (Zaire) com a União Nacional para a Independência Total de Angola (UNITA) de Jonas Savimbi. Depois foi designado para os Acordos de Bicesse (Portugal) que levou a um acordo de paz no Estoril (Portugal) em 31 de maio de 1991.
Foi eleito deputado pelo MPLA em 1992 na sequência das eleições gerais em Angola.
No final da década de 1990 foi designado embaixador de Angola para o Benelux (Bélgica, Países Baixos e Luxemburgo), falecendo em funções em Bruxelas em 26 de fevereiro de 2000.